# Hendrik Seyffardt
Hendrik Alexander Seijffardt (Breda, 1 november 1872 - Den Haag, 6 februari 1943) was een Nederlands generaal. In afwijking tot zijn naam in het Haags bevolkingsregister werd zijn naam in kranten als Seyffardt geschreven. Tijdens de Tweede Wereldoorlog collaboreerde hij met de Duitsers als boegbeeld van het Nederlandsch Legioen, een onderdeel van de Waffen-SS dat aan het Oostfront werd ingezet.
Seijffardt was een zoon van August Lodewijk Willem Seijffardt, minister van Oorlog in het Kabinet-Van Tienhoven. Net als zijn vader koos hij voor een loopbaan als beroepsofficier. Op 15-jarige leeftijd begon hij als cadet aan de Koninklijke Militaire Academie te Breda, en in 1900 werd hij hier docent. Hij bracht het tot Chef van de Generale Staf (1929-1934) en had daarmee de Centrale Inlichtingendienst (CI), onderdeel van GS III, onder zich. Als sympathisant of zelfs in het geheim lid van de NSB wilde hij dat de CI zou stoppen met het in de gaten houden van de leden van deze partij. Als hoofd van GS III verdedigde J.W. van Oorschot de werkwijze van de CI net zo lang tot Seyffardt in september 1934 met pensioen ging.
Hij begon spreekbeurten te geven voor het conservatieve Verbond voor Nationaal Herstel. In 1937 werd Seijffardt lid van de NSB, maar na een half jaar zegde hij zijn lidmaatschap op. In oktober 1940 bezocht hij een vergadering van een fascistische groepering rond het blad De Waag. In juli 1941 werd hij als luitenant-generaal buiten dienst door Reichskommissar Arthur Seyss-Inquart aangezocht om als boegbeeld te dienen voor de Nederlandse vrijwilligers die na de Duitse inval in de Sovjet-Unie bereid waren mee te strijden tegen het bolsjewisme. Seyffardt richtte zich onder meer via het Polygoonjournaal tot het Nederlandse bioscooppubliek om vrijwilligers voor de strijd aan het oostfront te werven. Seijffardt, een nationalist en fel anti-communist, zag te laat in dat hij zich in feite op sleeptouw had laten nemen door de SS die de inzet van de Nederlanders al snel naar zich toe trok. Hoewel de ex-generaal nominaal commandant was van het Nederlands Vrijwilligerslegioen werd zijn inbreng door de Duitse autoriteiten systematisch genegeerd. Van een onafhankelijke Nederlandse eenheid aan het oostfront, hoe graag Seijffardt en de overige hoge NSB'ers dat ook wilden, is nooit sprake geweest. In maart 1942 diende hij zijn ontslag in bij Hanns Rauter en Seyss-Inquart, maar hij liet zich overhalen om aan te blijven.

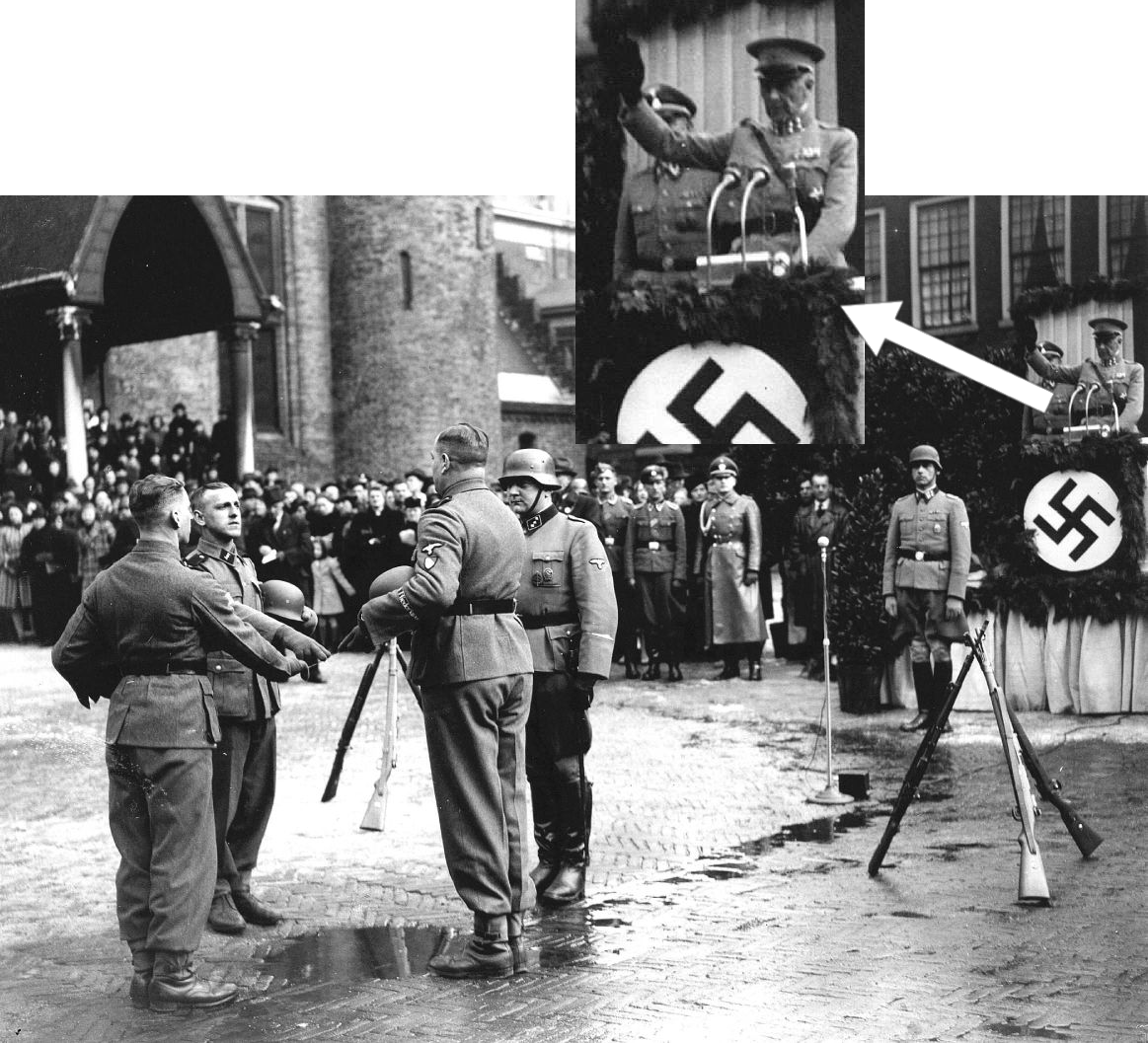
1941: Generaal Seyffard, gekleed in Nederlands generaalsuniform, geeft de Hitlergroet tijdens de beëdiging van Oostfront vrijwilligers op het Binnenhof in Den Haag.

Op 1 februari 1943 stelde Anton Mussert een schaduwkabinet van 'Gemachtigden' samen. Seijffardt werd hierin genoemd als gemachtigde voor het vrijwilligerslegioen. Door het verzet werd gevreesd dat dit het begin was van een kabinet-Mussert, met Seijffardt als minister van Oorlog die militaire dienstplicht zou invoeren. Op de avond van vrijdag 5 februari 1943 werd Seijffardt in zijn eigen huis aan de Haagse Van Neckstraat 36 neergeschoten door Gerrit Willem Kastein en Jan Verleun, twee leden van de Nederlandse verzetsgroep Corellistraat 6 in Amsterdam CS-6. Een dag later bezweek hij aan zijn verwondingen.
Te zijner ere werd een eenheid van Nederlandse vrijwilligers aan het oostfront omgedoopt tot 48. SS-Freiwilligen-Panzergrenadier-Regiment General Seyffardt. Seijffardts dood was verder een van de aanleidingen tot de grootschalige Duitse represailles in bezet Nederland vanaf 1943, Aktion Silbertanne.